# 바보걸
바보걸은 히로유키 원작의 만화이며, 이 만화를 원작으로 하여 일본 도쿄 메트로폴리탄 텔레비전, 대한민국 애니플러스에서 2017년 7월 4일부터 동년 9월 19일까지 동명의 애니메이션으로 방영되었다.

## 기초적인 배경
남주(아쿠츠),여주(요시코),여성 조연(사야카, 이누이 린코, 갸루걸들), 남성 조연(류이치) 고등학교 1학년~2학년
풍기위원장 고등학교 3학년 (1년 유급)
고등학교와 가정에서 벌어지는 다양한 일(평범하지는 않은)을 주제로 한 만화이다.

## 등장인물
- 하나바타케 요시코 - (목소리 유키 아오이/소연)

항상 시험을 0점을 맞는다.(천재라는 설이있다)
바나나를 매우 좋아하며 일본산 바나나 장려 모임에서는 마스터 오브 바나나(Master of banana)라고 불린다.
앗군을 좋아하는듯 한다. (자세한 정보는 하나바타케 요시코 문서에서)
- 아쿠츠 아쿠루 (목소리 스기타 토모카즈/박수영)

(앗군)으로도 많이 나온다.
요시코를 증오한다. 성적은 상위권.
쪼금(?) 까칠하며 요시코에게 매우 불친절하다.
요시코를 증오하게 된데에는 이유가 있다.
(애니 12화를 보면 자세히 알 수 있다.)
요시코때문에 공부가 안되자 몸을 단련하며 영단어 1000개정도를 외운다. (실패시 요시코의 사진에 키스했다가 정신을 잃어서 사야카가 흔들었다는..)
마지막 단어인 '승리'라는 단어를 외우며 요시코에게 어퍼컷을 시전한다.
그 외에도 비정상적인 사람들을 싫어한다. 예를 들자면, 쿠로사키 류이치(불량배), 풍기위원장(변태), 하나바타케 요시에(자신을 요시코랑 결혼시키려는 존재)를 싫어한다. 이누이 린코(요시코를 귀엽다 하는 존재이며 요시코를 펫으로 여긴다.) 이누이 린코에게는 때때로 그녀의 말에 동조하며 크게 적대감을 (다른 앗군이 싫어하는사람들 보다는 적대감을 덜 느낀다.)(덜 나온 덕분도 있을듯)
자신과 성격이 맞는 개에게 친절하다. 사야카에게는 호의적이다(개만큼은 아니다, 아무래도 여자아이라 취향이 맞지 않는다.) (그래도 정상적이니까).
직설적이다. 좋은 면(?)으로도 직설적이여서 사야카에게 '천사'라든지 '나를 구원해줬다'라는 말을 했다.(왜 부끄러움은 사야카가 느끼는가)
- 스미노 사야카 (목소리 하라다 사야카/최덕희)

남들에게 이용당하기 쉬운 성격이다.
그러나 할때는 제대로 한다. 실제로 앗군이 바다 가기를 싫어하자 말로 꿇렸다... (앗군에게 팩트폭력!)
모든 이 들에게 호의적이다. (뭐 갸루걸들은 잘 안 부딪친다. 그냥 성격상으로나 친구관계상으로나 관계가 없어서...;;)
앗군의 휴대폰에 연락처가 요시코, 집, 요시코네 집 밖에 없는걸 보고 친구가 되어주었다.
(애니에서 앗군은 연락처가 1개 늘어나자 좋아했다고 한다.)
요시코네 아버지가 등장하기 전까지 최고의 대인배였다.
- 풍기 위원장 (목소리 우에사카 스미레/에일리)

이름이 잘 나오지 않았다. 작가가 생각하지 못했다고 한다.
변태이다. 앗군을 좋아해 스토킹이나 먹고 남은 병의 입구를 빨고 버리고 앗군의 쓰레기 봉투를 뒤지는 변태짓도 한다.
그러나 사야카의 말을 듣고 생각이 바뀌어서 점차 나아진다.
그래도 변태는 변태. 정상적으로도 성장해 가면서 변태적으로도 성장해 가는 신기한 성장을 한다.
고등학교 3학년이라 졸업하기 싫어서 유급을 하는 에피소드도 있다. (앗군과 같이 있고 싶어서)
앗군한테 차인뒤 "10년이든 20년이든 기다리고 그 죄책감으로 결혼하게 해 줄거야!"라는 말을 한다. (이후 앗군은 말을 돌리기 위해 사야카에게 고백한다.)
그러나 요시코와 달리 성적은 상위권. 아쿠츠를 위해 요시코와 성적이 내려가자(사야카도 도와주느라 내려감) 앗군이 강제 합숙공부를 시켰다. (사야카의 공부의 최후는 누구도 알지 못한다...)
요시에와 앗군을 두고 결투한다.
격돌할때, 변태 기술을 많이 시전한다. 예) 인비서블 팬티 (팬티를 몰래 가져가는 스킬), 인비서블 브래지어 (이번엔 브래지어냐...)
실제로 교장님 앞에서 사야카의 팬티를 인비서블 팬티로 가져가서 유급을 먹는데 성공한다
- 개 (목소리 나미카와 다이스케)

이름을 요시코가 개라고 지었다.(...?)
앗군이 높게 평가하는 영화를 보고나서 자신도 높은 평가를 하고 헤어질때 그 영화의 명장면을 따라하며 헤어지며 앗군과 가장 친한 친구가 되었다.
개가 인간(요시코)보다 똑똑한 신기한 사례이다. 매우 크다. 그리고 사야카가 키우는 포메를 좋아한다. (이 일로 요시코가 포메가 좋은 개라고 인정하게 된다.)
- 하나바타케 요시에 (목소리 히카사 요코)

요시코의 엄마이다. 요시코처럼 변태기질이 강하다.
앗군에게 수면제를 먹여 요시코에게 성행위를 하라고 하지만 번번히 실패한다.
(하는 이유. 자신의 미래(노후)를 걱정해서이다.)
선도부장하고 여러번 격돌한다.
격돌할때, 변태 기술을 많이 시전한다. 예) 인비서블 팬티 (팬티를 몰래 가져가는 스킬), 인비서블 브래지어 (이번엔 브래지어냐...)
- 갸루걸들

에이무라 아카네 (목소리 M•A•O), 히이라기 키이 (목소리 마에다 레나), 시이나 쿠로코 (목소리 이구치 유카)로 이루어져 있다.
- 아쿠츠 루리

앗군의 여동생이다.
시험성적은 요시코급이지만 생각은 정상이다.
자신의 공부하는 것을 무시(?)하는 요시코와
발전이 없다는 눈으로 쳐다보는 앗군을 좋아하지 않는다.(솔직히 요시코는 증오함)
요시코에게 '세상에서 가장 노력하는 아이'라는 칭호를 얻었다. (이유는 자전거를 타는 연습을 무려 5~6시간이나...)
그리고 다나카등등의 인물과 적대적이다. 다나카에 대한 감정이 약간 좋아졌다가 징그러워로 바뀐다.
- 다나카

아쿠츠 루리를 짝사랑하는 한 소년이다.
학교 마이크로 자신이 직접 제작한 '아쿠츠 러브 포에버'라는 노래를 불렀다... (루리는 얼마나 창피했을까)
다 좋았는데 (지금 니가 숨쉬는 공기를 맡는 것도 기뻐)라는 소절 불렀다가 루리에게 '징그러워'라는 감정을 갖게 한다.
요시코에게 "루리의 감정이 (미워)에서 (징그러워)로 바뀌었으니 (징그러워)가 (좋아)로 바뀔수도 있다고 위로받는다."
- 사토

바나나 농장을 운영하는 한 일본 사람. 이 사람이 키운 바나나를 먹고 요시코가 장담컨데 (세계에서 제일 맛있는 바나나)라고 한 적 있다.
요시코가 이 사람의 바나나를 먹고 감동했다. 이후 요시코와 친구가 되었다.
요시코를 '일본산 바나나 장려 모임'에 초대한다. 그 결과 새로운 자신감을 얻게 된다.
- 이누이 린코

요시코를 (사실은 아니지만)자신이 주인인것처럼 펫으로 대한다. 요시코의 바보같은 모습이 귀엽다는것.
앗군은 이것을 보고 '똑같은 놈이구나...'라는 평가를 매겼다. 사야카의 수수한 점을 좋아한다. (가슴이 수수한것을 말하기전에는 사야카도 기분 나쁘지 않았는데...)
- 초등학생들

노조미女, 마모루男, 타다시男
3인조이다.
만화에서는 노조미의이름만 나왔지만 성우소개로 두 남자아이의 이름도 나왔다.
마모루와 타다시는 요시코의 심각함을 알아차린다. (처음에는 요시코를 친구로 받아들이는데 앗군이 맨날 0점인 것과 공부를 '하나'도 안 한다는 사실을 말해주자 요시코에게 장래를 보라면서 요시코보다 더 선진적 사고를 지닌 말을 한다.)
노조미에게는 요시코는 동경의 대상...
(두 남자아이들에게는 고민이다.)
마모루와 타다시는 루리와 달리 요시코늘 경계하지만 불쌍하다고 놀아준다.
"그래, 놀아주자!"(마모루) "불쌍하니까"(타다시)
노조미는 "이세상 사람들이 모두 언니처럼 되면 좋겠어"라는 위험한 사상적 발언을 한다. 물론 이 소리가 앗군에게도 들려 앗군도 마모루와 타다시와 함께 '위험한 사상이다...'라는 생각을 했다.
- 요시코의 아버지

요시코와 요시에의 어떠한 행동도 다 받아주는 대인배이다. 항상 자신의 가족들이 자신을 사랑하고 요시코와 요시에가 서로 사랑하기 때문에 그런 행동을 한 것으로 본다. 요시코가 게먹을 때 바나나주스를 부으려고하자 요시에가 바로 꺼내먹어 화상을 입었는데 무덤덤하게 치료해 주었다.(얼마나 대인배인가)

## OST
오프닝은 angela의 〈Summer!〉이며, 엔딩곡은 〈춤춰라 궁극철학!〉이다.